# Duperré (D633)
Pour les articles homonymes, voir Duperré.
Pour les navires du même nom, voir Duperré (navire).
Le Duperré est un escorteur d'escadre de la classe T 53 de la Marine nationale française. Il a été en service de 1957 à 1992, Il porte le nom de l'amiral Duperré (1775-1846). Il a pour indicatif visuel : D633)

## Service
Mis en cale à  Lorient, il est lancé le 23 juin 1956 et mis en service 8 octobre 1957.
Il est utilisé pour tester la conception du sonar remorqué à grande profondeur Cormoran 1 entre 1967 et 1971.
Il est réarmé comme escorteur d'escadre ASM en 1972.
Il touche un haut-fond dans le raz de Sein le 12 janvier 1978 à minuit, ce qui cause une brèche de 35 mètres sans faire de blessés . Après son remorquage le 13 janvier à l'arsenal de Brest, il est réparé.